# George Dempsey
George P. Dempsey (ur. 19 lipca 1929 w Filadelfii, zm. 7 października 2017) – amerykański koszykarz, występujący na pozycji rozgrywającego, mistrz NBA z 1956.
W swoim debiutanckim sezonie 1954/1955 notował najwyższe średnie w karierze – 7,3 punktu, 4,9 zbiórki i 3,6 asysty, podczas 48 gier sezonu regularnego.

## Osiągnięcia
NBA
- Mistrz NBA (1956)[1]